# Mer Adriatique
« Adriatique » redirige ici. Pour les autres significations, voir Adriatique (homonymie).
La mer Adriatique (du latin : Mare Hadriaticum ou Mare Adriaticum, en grec ancien : Αδριατική θάλασσα – Adriatikí thálassa) est une mer séparant la péninsule italienne de la péninsule balkanique. 
L'Adriatique s'étend sur 138 595 km2 de l'embouchure du Pô, de la lagune de Venise et du golfe de Trieste jusqu'au canal d'Otrante qu'elle inclut et où elle rejoint la mer Ionienne. Si l'on exclut le bassin pontique, l'Adriatique est le bras de la Méditerranée situé le plus au nord.

## Toponymie

### Étymologie
La mer Adriatique doit son nom à l'ancienne cité portuaire d'Adria (également Hadria ou Atria), située sur le territoire de l'actuelle commune italienne du même nom, dans la province de Rovigo en Vénétie, fondée au Ve siècle av. J.-C. par les Étrusques, et située jadis au fond d'un petit golfe, aujourd'hui comblé par les alluvions du Pô.

### Toponyme selon les langues
Dans les langues officielles des pays riverains, la mer est appelée en italien : Mare Adriatico,  en slovène : Jadransko morje, en croate : Jadransko more, en serbe : Јадранско море et en albanais : Deti Adriatik. Dans les langues régionales côtières, son nom est en émilien : Mèr Adriatic, en frioulan : Mâr Adriatic, en napolitain : Mar Adriatico, en vénitien : Mar Adriàtego et en istrien Marja Adriåtisca.

## Géographie

### Localisation
L'Organisation hydrographique internationale détermine les limites sud de la mer Adriatique par une ligne joignant Santa Maria di Leuca (39° 47′ 23″ N, 18° 20′ 45″ E) dans les Pouilles italiennes, aux îles Diapontiques (grecques), à la baie de Koulourá (39° 44′ 37″ N, 19° 56′ 27″ E) sur l'île de Corfou, puis du cap corfiote Kavokephalí (39° 45′ 08″ N, 19° 37′ 43″ E) à l'embouchure de la lagune de Butrint (39° 44′ 29″ N, 19° 59′ 22″ E) en Albanie.

### Géologie

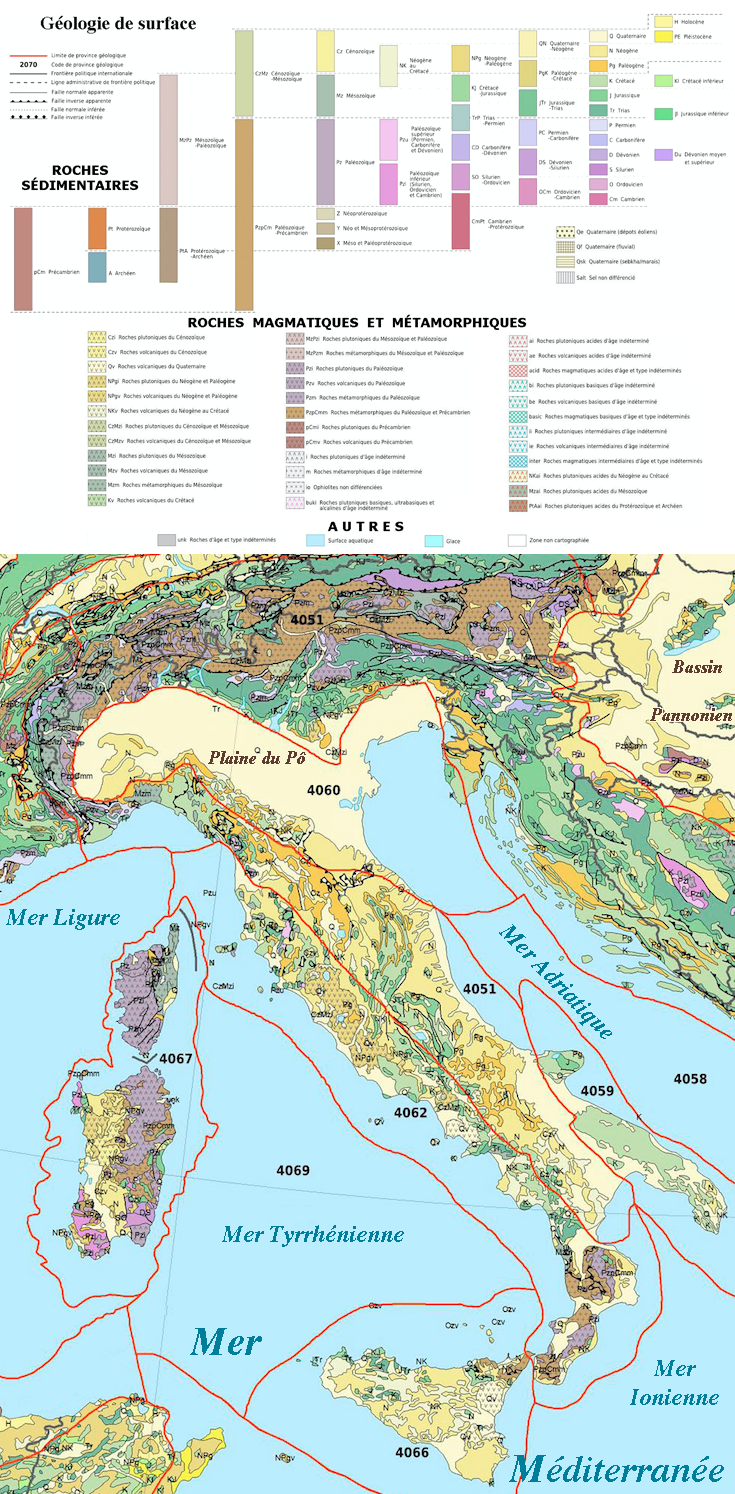
Géologie de la plaque tectonique italique et adriatique entre l'Apennin et des Balkans.

La mer Adriatique est une partie de la mer Méditerranée, sorte de golfe allongé (parfois appelé sur les cartes anciennes « golfe de Venise »), fermé au nord-ouest. L'historien français Fernand Braudel la désigne comme l'une des « plaines liquides » qui forment la Méditerranée. Elle est encadrée au nord et à l'ouest par la péninsule italique et à l'est par la péninsule balkanique. Au sud, la mer Adriatique est reliée à la mer Ionienne par le canal d'Otrante d'une largeur de 72 km.
Sa profondeur moyenne est de 252 mètres inégalement répartie entre la partie nord-ouest peu profonde et la partie sud-est qui atteint 1 233 m au point le plus profond.
L'Adriatique compte plus de 1 300 îles, pour la plupart situées sur son flanc est, près de la côte dalmate, et appartenant à la Croatie. Elle est divisée en trois bassins, celui du nord étant le moins profond et celui du sud présentant la plus grande profondeur (1 233 mètres). Les courants circulent dans le sens inverse des aiguilles d'une montre, à partir du canal d'Otrante en remontant vers le nord en suivant la côte est avant de redescendre le long de la côte italienne à l'ouest. Les marées sont modérées même si des amplitudes plus élevées sont parfois observées. La salinité de l'Adriatique est plus basse que celle de Méditerranée, elle forme un bassin versant qui collecte un tiers de l'eau douce arrivant dans la Méditerranée. La température à sa surface s'élève à environ 24 °C en été et 12 °C en hiver, ce qui a pour effet de rendre le climat autour du bassin adriatique assez doux.
L'Adriatique se trouve sur la plaque adriatique qui s'est séparée de l'Afrique durant le Mésozoïque. Les mouvements de la plaque contribuèrent à la formation des Apennins. Durant l'Oligocène, la péninsule italique se forma en premier, séparant le bassin adriatique du reste de la Méditerranée. L'Adriatique présente une grande diversité en termes de sédiments avec notamment les eaux du Pô qui drainent des alluvions depuis les Alpes et les plaines situées au nord de l'Italie. La partie ouest de la mer est alluviale avec de longues plages et des côtes assez rectilignes, tandis que la côte sur son flanc est s'avère beaucoup plus morcelée, avec des îles, des golfes et des presqu'îles rocheuses, et  souvent karstiques.

### Écosystèmes
Un seul grand fleuve, le Pô, se jette dans l'Adriatique. Il génère une pollution importante.
Il y a une dizaine de sites protégés sur l'Adriatique qui garantissent la biodiversité : plus de 7 000 espèces sont présentes dans l'Adriatique, dont certaines sont endémiques, rares et menacées.

### États riverains

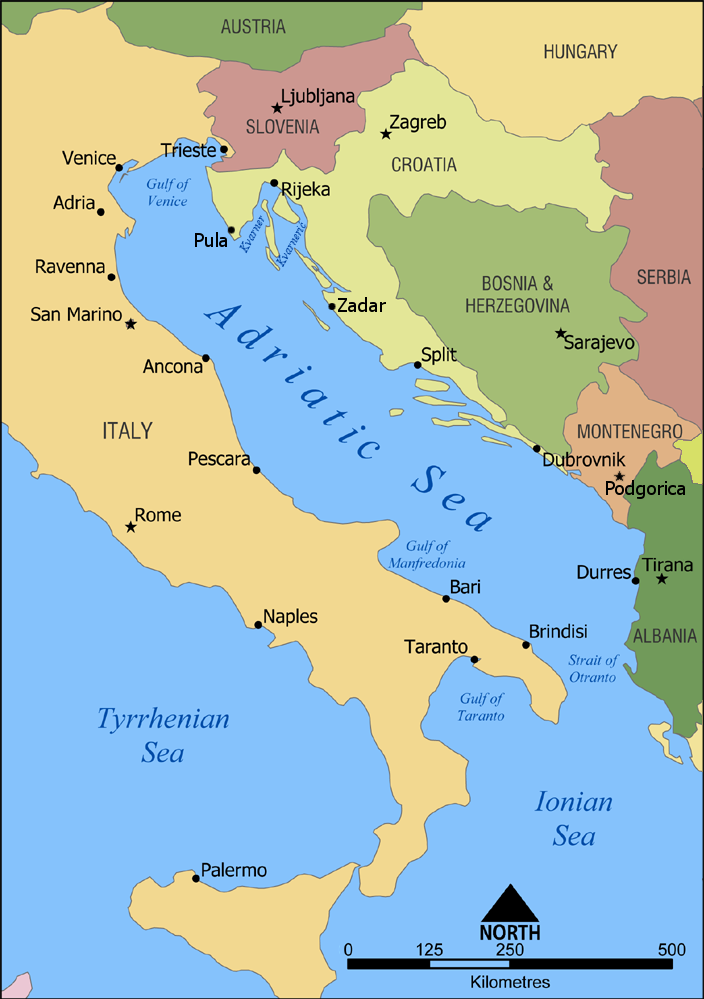
Pays actuels riverains de la mer Adriatique.

Les pays côtiers sont l'Italie (2 796 km de côtes), la Slovénie (52 km), la Croatie (5 836 km dont ses 1 087 îles), la Bosnie-Herzégovine (19 km), le Monténégro (141 km), l'Albanie (359 km) et la Grèce (59 km aux îles Diapontiques et à Corfou).

## Histoire

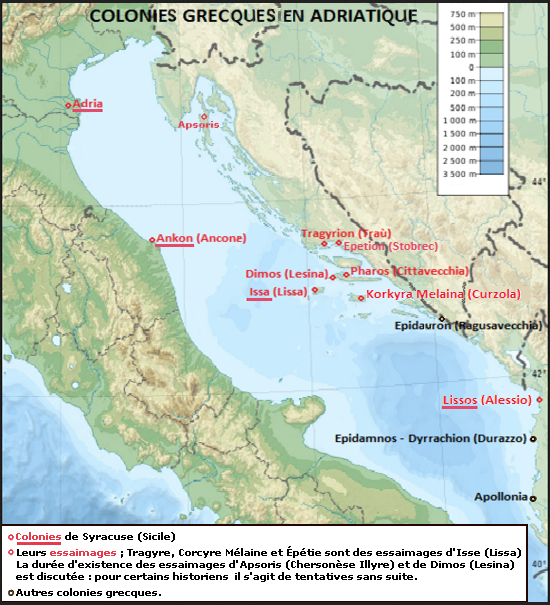
En rouge les colonies grecques syracusaines en Adriatique.

### Antiquité et Haut Moyen Âge

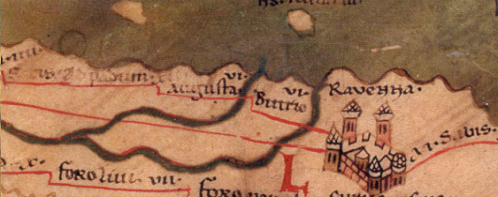
Ravenne sur la Table de Peutinger, fin du IVe siècle.

Des colonies sont fondées par les Étrusques (Adria, Ancône) et par les Grecs (Épidaure - actuelle Cavtat ; Epidamne - actuelle Durrës ; Apollonia - actuelle Vlorë ainsi que les colonies de Syracuse de la côte oriental : Apsoris, Tragyrion, Pharos, Corcyre mélaine et Lissos, commerçant avec les Illyriens). Au IIIe siècle av. J.-C., une première guerre pour la domination de l'Adriatique oppose Teuta, reine d'Illyrie, à la République romaine. Sous l'Empire romain, Ravenne devient une base navale importante, puis le refuge des derniers empereurs romains d'Occident jusqu'à la conquête de l'Italie par les Ostrogoths. La reconquête de Justinien, au VIe siècle, restaure l'autorité de l'Empire romain d'Orient sur les deux rives de la mer et inaugure l'Italie byzantine, avec un commandement byzantin : l'exarchat de Ravenne sur la rive ouest. La flotte impériale assure les liaisons avec Constantinople. À partir du VIe siècle des Slaves méridionaux comme les Narentanes commencent à s'installer sur la rive orientale, submergeant progressivement les Dalmates et les Morlaques, initialement romanophones, ainsi que les Illyriens qui se replient plus à l'est, dans l'actuelle Albanie. À cette époque, Venise n'est encore qu'un petit avant-poste byzantin qui résiste aux attaques des puissances continentales : le royaume des Lombards puis l'Empire franc carolingien. Après la christianisation des Slaves, la séparation des Églises d'Orient et d'Occident crée une ligne de partage entre les Carentanes, les Slovènes et les Croates à l'ouest, qui se placent dans l'obédience de l'Église catholique de liturgie latine, liée aux Carolingiens et à la papauté de Rome, et les Narentanes, les Serbes et les Diocléens à l'est qui, comme les Grecs, se placent dans l'obédience de l'Église orthodoxe de rite byzantin, liée à l'Empire byzantin et au patriarcat de Constantinople.

### Du Moyen Âge aux temps modernes

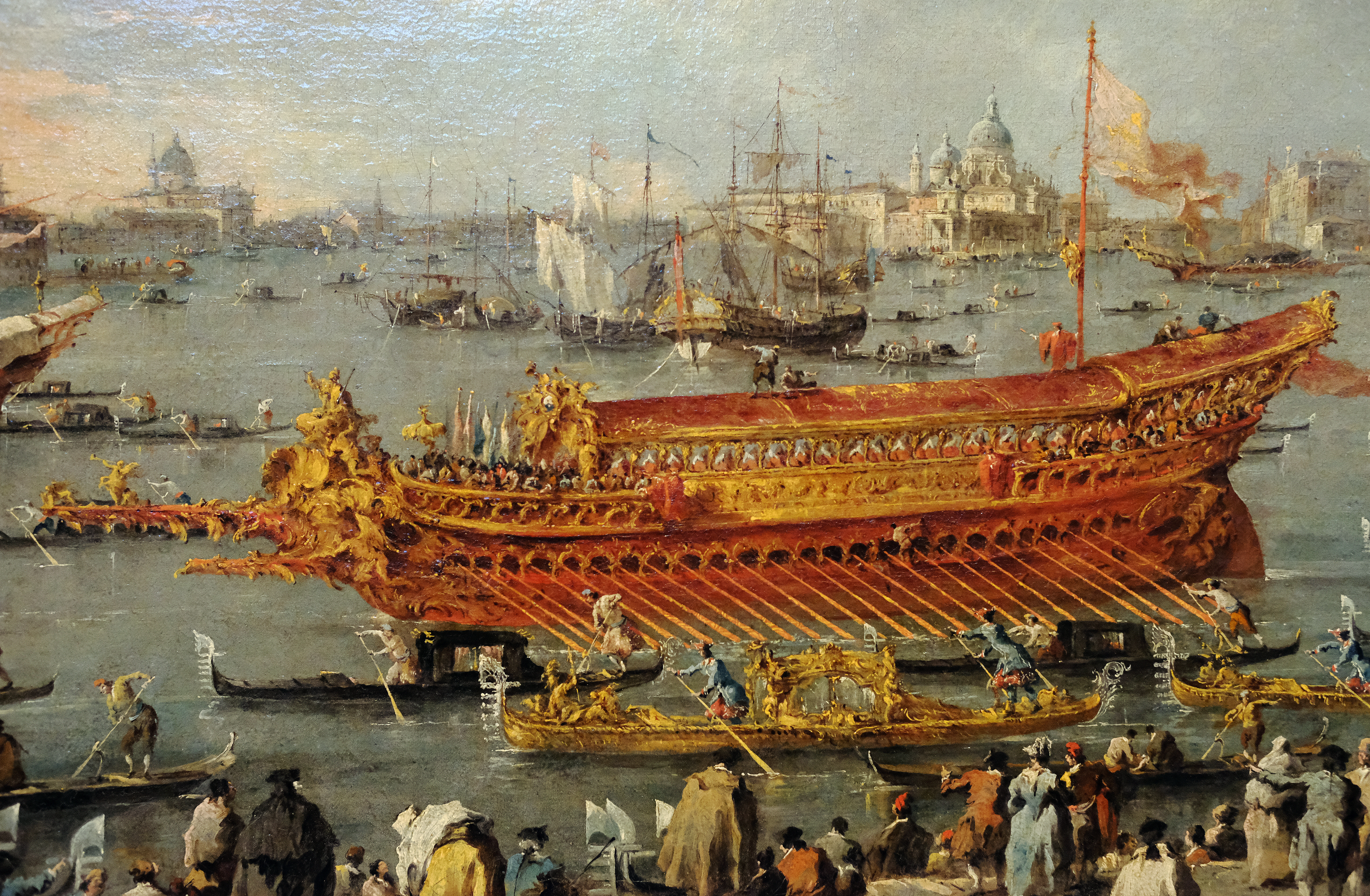
Le Bucentaure, navire de cérémonie sur lequel le doge de Venise célébrait chaque année le « mariage avec la mer ». Toile de Francesco Guardi,.

L'époque médiévale voit l'affirmation d'une thalassocratie : la république de Venise. Pendant longtemps, l'Adriatique a été à tel point dominée par la « Sérénissime République », qu'elle est souvent appelée « golfe de Venise ». La quatrième croisade (1202–1204) permet à Venise d'étendre son hégémonie sur la Dalmatie et les îles grecques même si elle doit compter avec l'archiduché d'Autriche, qui tient Trieste au nord, et le royaume de Naples, avec les ports des Pouilles, au sud. Aux XVe et XVIe siècles, Venise est menacée par trois vastes empires continentaux : au nord la monarchie de Habsbourg dont la branche autrichienne tient Trieste, au sud la branche espagnole qui occupe les possessions napolitaines, et à l'est l'Empire ottoman, qui domine les Balkans. Mais elle résiste grâce à sa puissante flotte. Ancône, la ville des États pontificaux, ne joue qu'un rôle modeste jusqu'à son érection en port franc en 1734. Basés dans les îles dalmates, les pirates uscoques et morlaques représentent une nuisance mineure pour le trafic vénitien, tandis que la petite république de Raguse (aujourd'hui Dubrovnik) maintient sa neutralité entre Ottomans et puissances chrétiennes.

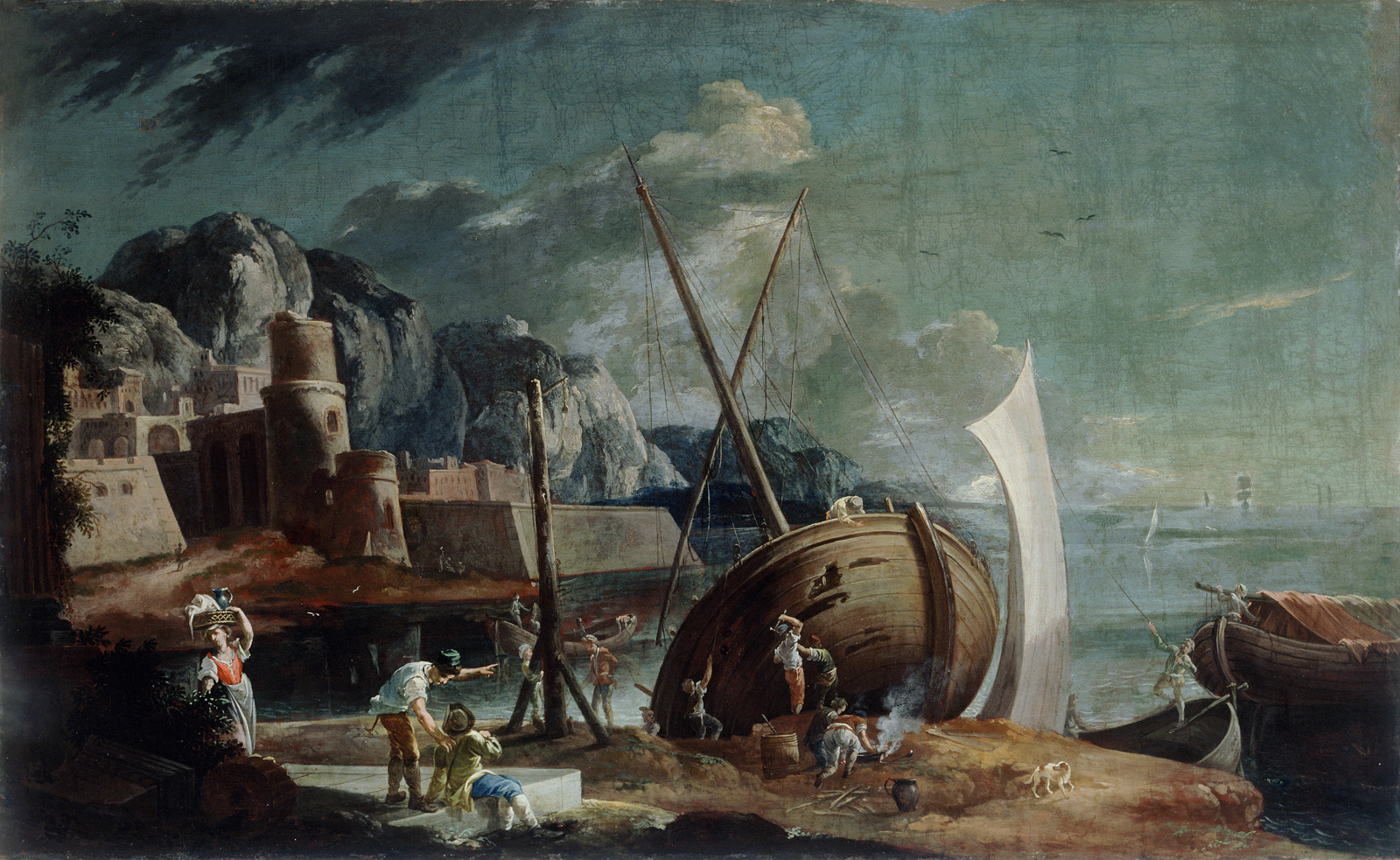
Bateau en carénage. Toile du peintre autrichien Franz Ignaz Flurer, début du XVIIIe siècle.

Au XVIIIe siècle, après le traité de Passarowitz en 1718, l'affirmation progressive des ports impériaux habsbourgeois (Trieste, Fiume (aujourd'hui Rijeka) et Porto-Ré), la concurrence acharnée du port franc papal d'Ancône et la renaissance de Raguse limitent l'hégémonie vénitienne. Bari aussi assure un trafic important, surtout tourné vers les Balkans et la Grèce ottomane.

### Des empires aux États-nations
La dissolution de la « Sérénissime République » par le traité de Campo-Formio en 1797, entraîne une lutte pour l'hégémonie adriatique au cours des guerres napoléoniennes. Les campagnes de Dalmatie permettent à la Première République française, devenue Empire français d'accéder à cette mer et d'annexer les « provinces illyriennes ». Mais en 1813–1814 l'empire d'Autriche, appuyé par le Royaume-Uni, met fin aux provinces illyriennes et au royaume d'Italie sous tutelle française. Ce nouvel équilibre est validé par le congrès de Vienne en 1815 : les Britanniques, pour prix de leurs services, conservant l'île grecque de Corfou, considérée comme la clef de l'Adriatique. Désormais, la puissance dominante en Adriatique, qui a annexé les territoires vénitiens, est l'Autriche, dont la flotte se développe.
L'Empire autrichien (devenu en 1867 austro-hongrois) doit faire face à la rivalité du nouveau royaume d'Italie proclamé en 1861, soutenu par le Second Empire français puis par le royaume de Prusse, et qui s'empare de la Vénétie en 1866. La Regia marina tient désormais tête à l'Autriche, tandis que l'Empire ottoman conserve l'Albanie jusqu'à la première guerre balkanique de 1912–1913.
Après la Première Guerre mondiale et la dislocation de l'Autriche-Hongrie, la côte orientale est partagée : l'Italie reçoit l'Istrie, Fiume, Zara et quelques îles dalmates, le royaume de Yougoslavie reçoit la Dalmatie continentale et la plupart des îles dalmates, la principauté d'Albanie reçoit la rive orientale du détroit d'Otrante.

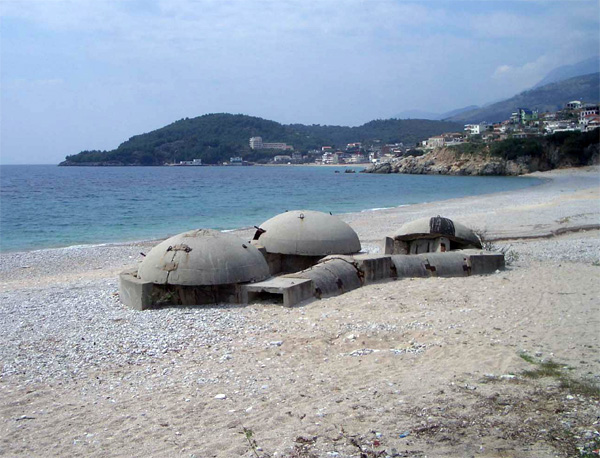
Un des innombrables bunkers frontaliers construits en Albanie à l'époque totalitaire, quand le pays était hermétiquement fermé sous la férule d'Enver Hoxha.

Les ambitions de l'Italie fasciste l’entraînent à la conquête de l'Albanie en 1939 puis à la participation à l'invasion de la Yougoslavie, aux côtés de l'Allemagne nazie, lors de la Seconde Guerre mondiale. La défaite de l'axe Rome-Berlin en 1945 fait passer dans le bloc soviétique l'Albanie et la Yougoslavie, devenues communistes, tandis que l'Italie et la Grèce rejoignent l'Alliance atlantique puis l'Union européenne.

### Depuis 1975
Les côtes de l'Adriatique sont peuplées par plus de 3,5 millions d'habitants. Les plus grandes villes sont Ancône, Bari, Venise, Trieste et Split. L'Italie et la Yougoslavie se sont accordées sur leurs limites maritimes en 1975 et ces frontières entre l'ouest et l'est sont reconnues après 1992 par les états issus de la dislocation de la Yougoslavie : la Slovénie, la Croatie, la Bosnie-Herzégovine, le Monténégro. Le siège de Dubrovnik en 1991–1992, pendant la guerre croato-yougoslave, est la dernière bataille livrée sur l'Adriatique et où la marine (Marine militaire yougoslave) ait joué un rôle important. Les États héritiers de la Yougoslavie n'ont pas totalement fixé leurs frontières réciproques.
Les accords entre l'Italie et l'Albanie concernant leurs limites maritimes datent, eux, de 1992. Les difficultés dues à la chute du régime communiste albanais et à la crise albanaise de 1997 entraînent un exode maritime de dizaines de milliers d'Albanais vers les ports italiens.

## Économie

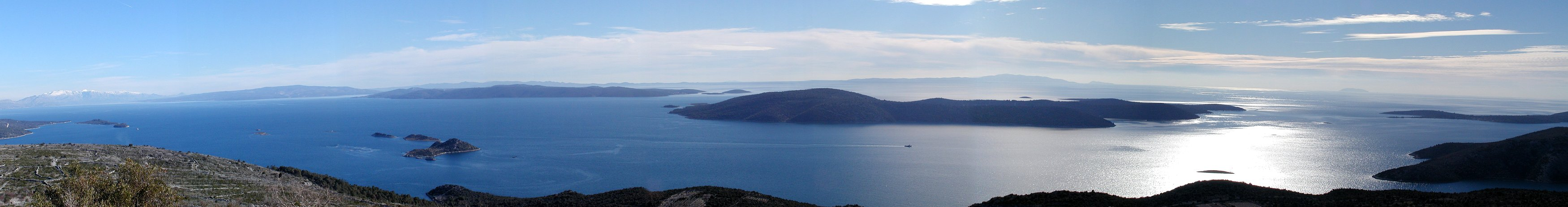
Panorama de l'Adriatique en Croatie.

### Pêche, tourisme et trafic maritime
La pêche et le tourisme sont les activités économiques principales le long des côtes adriatiques. Le tourisme en Croatie s'est développé plus rapidement que dans le reste du bassin. Le transport maritime est également une branche vitale de l'économie de la région : on dénombre 19 ports qui prennent en charge plus d'un million de tonnes de fret chaque année. Le plus grand port de transport de marchandises est celui de Trieste en Italie, tandis que Split (en Croatie) accueille le plus grand nombre de passagers.
Une soupe de poisson, le brudet, à l'origine plat de pêcheurs, est cuisinée sous diverses appellations sur les côtes de l'Adriatique, du Monténégro aux Marches en passant par la Croatie.